# Clare Vanderpool
Clare Vanderpool (Wichita, 6 novembre 1964) è una scrittrice statunitense.

## Biografia
Nata Clare Sander a Wichita nel 1964, si è laureata alla Newman University nel 1987.
Dopo aver svolto l'attività d'insegnate alle scuole elementari, nel 2010 ha esordito nella narrativa con il romanzo L'indimenticabile estate di Abilene Tucker ottenendo, tra gli altri, un Premio Andersen e la Medaglia Newbery.
Il secondo romanzo, Navigating Early, uscito nel 2013, ha ottenuto una segnalazione tra gli "Honor Books" ai Michael L. Printz Award dell'anno successivo.

## Opere

### Romanzi
- L'indimenticabile estate di Abilene Tucker (Moon Over Manifest, 2010), Torino, EDT, 2012 traduzione di Aurelia Martelli ISBN 978-88-592-3159-2.
- Navigating Early (2013)

## Premi e riconoscimenti
- Medaglia Newbery: 2011 vincitrice con L'indimenticabile estate di Abilene Tucker
- Premio Andersen: 2013 vincitrice nella categoria "Miglior libro oltre i 12 anni" con L'indimenticabile estate di Abilene Tucker
- Michael L. Printz Award: 2014 "Honor Book" con Navigating Early